# Phat kaphrao
 (mai 2025).
Si vous disposez d'ouvrages ou d'articles de référence ou si vous connaissez des sites web de qualité traitant du thème abordé ici, merci de compléter l'article en donnant les références utiles à sa vérifiabilité et en les liant à la section « Notes et références ».
Le phat kaphrao (thaï : ผัดกะเพรา), pad krapow ou kaprao, est un plat emblématique de la cuisine thaïlandaise. Le plat est composé de basilic sacré thaïlandais, de viande (porc, poulet ou bœuf) ou de fruits de mer, d'ail cultivé, de sauce de poisson, de sauce d'huître (facultatif), de sucre et de piment oiseau. Il est servi après cela avec du riz vapeur et un œuf frit dessus.

## Variantes du plat

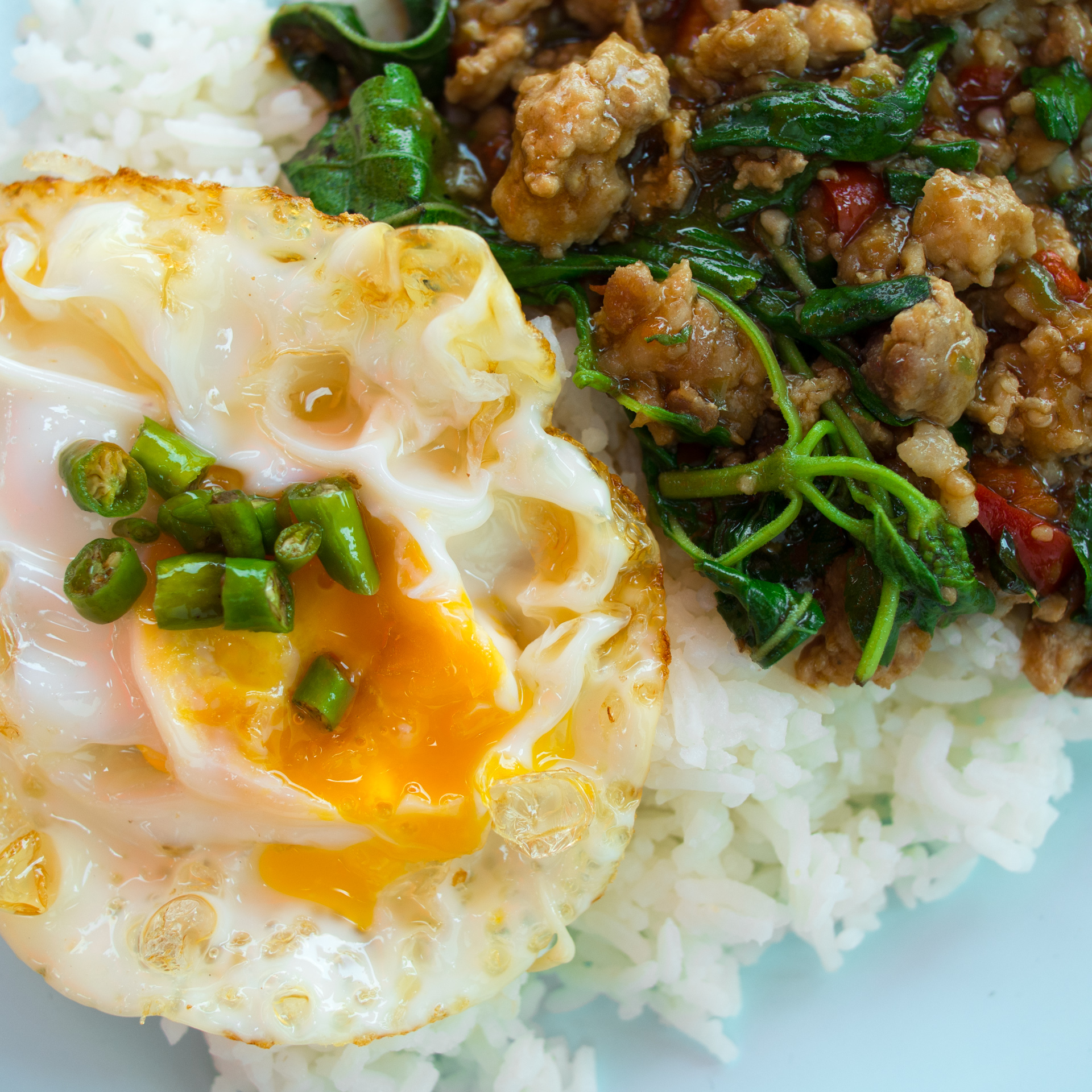
Phat kaphrao mu sap avec du riz vapeur et un œuf frit dessus.

- Phat kaphrao kai (ผัดกะเพราไก่) : basilic sacré avec du poulet
- Phat kaphrao mu (ผัดกะเพราหมู) : basilic sacré avec du porc
- Phat kaphrao mu sap (ผัดกะเพราหมูสับ) : basilic sacré avec du porc haché
- Phat kaphrao tap mu (ผัดกะเพราตับหมู) : basilic sacré avec du foie de porc
- Phat kaphrao mu krop (ผัดกะเพราหมูกรอบ) : basilic sacré avec poitrine de porc croustillante
- Phat kaphrao nuea (ผัดกะเพราเนื้อ) : basilic sacré avec du bœuf
- Phat kaphrao nuea sap (ผัดกะเพราเนื้อสับ) : basilic sacré avec du bœuf haché
- Phat kaphrao lukchin (ผัดกะเพราลูกชิ้น) : basilic sacré avec des boulettes de viande
- Phat kaphrao kung (ผัดกะเพรากุ้ง) : basilic sacré avec des crevettes
- Phat kaphrao pla muek (ผัดกะเพราปลาหมึก) : basilic sacré avec des calmars
- Phat kaphrao ruam mit (ผัดกะเพรารวมมิตร) : basilic sacré avec de la viande et des fruits de mer
- Phat kaphrao ruam mit thale (ผัดกะเพรารวมมิตรทะเล) : basilic sacré avec des fruits de mer
- Phat kaphrao khai yiao ma (ผัดกะเพราไข่เยี่ยวม้า) : basilic sacré avec des œufs de cent ans
- Phat kaphrao het (ผัดกะเพราเห็ด) : basilic sacré aux champignons